# قسم الصحة الدولية
قسم الصحة الدولية (بالإنجليزية: International Health Division)‏ في مؤسسة روكفيلر كان سابقًا كيانًا صحةٍ عمومية والذي نظمَ حملاتٍ ضد الملاريا والحمى الصفراء والدودة الشصية في مناطقٍ مُختلفة في جميع أنحاء أوروبا وأمريكا اللاتينية ومنطقة البحر الكاريبي بما في ذلك إيطاليا وفرنسا وفنزويلا والمكسيك وبورتوريكو. تأسست منظمة الصحة العالمية والتي اعتبرت خلفًا لقسم الصحة الدولية في عام 1948.